# Legend of Success Joe
Legend of Success Joe (あしたのジョー, Ashita no Jō en japonais)  est un jeu vidéo du type beat them all développé par Wave et édité par SNK en 1991 sur Neo-Geo MVS, Neo-Geo AES (NGM 029),,.